# Georg Faust (Cellist)
Georg Faust (* 9. Juli 1956 in Porz bei Köln) ist ein deutscher Cellist. Von 1985 bis 2011 war er 1. Solocellist der Berliner Philharmoniker.

## Leben und Wirken
Georg Faust erhielt seinen ersten Cellounterricht mit 7 Jahren bei Otto Weidermann, einem Cellisten des Gürzenich-Orchesters Köln. Mit 14 Jahren, im Oktober 1970, wechselte er an die Musikhochschule Köln zu Siegfried Palm. Im Jahr 1977 machte er bei Siegfried Palm das Konzertexamen an der Musikhochschule Köln „mit Auszeichnung“. 1978/79 studierte er mit einem DAAD-Stipendium für 2 Semester an der Manhattan School of Music in New York bei Bernhard Greenhouse. Von 1979 bis 1981 war er zu Gast bei Rudolf Serkins Music Festival in Marlboro, Vermont, USA. 1980 wurde er als 1. Solocellist an die Hamburgische Staatsoper verpflichtet. 1983 wurde Georg Faust auf die Stelle des Solocellisten beim NDR Elbphilharmonie Orchester in Hamburg berufen. 1985 wählten Herbert von Karajan und die Berliner Philharmoniker ihn zum 1. Solocellisten.
Als Solist spielte er mit den Berliner Philharmonikern unter Claudio Abbado, Daniel Barenboim, Rafael Frühbeck de Burgos, Bernard Haitink und Simon Rattle. Er war Mitglied des Ensemble Wien-Berlin (1988–1996), das sich aus Konzertmeistern und Solobläsern der Berliner und Wiener Philharmoniker bildete. Als künstlerischer Leiter (1990–2008) der 12 Cellisten führte er das Ensemble durch den Generationswechsel. Ab dem Jahr 2000 verwirklichte er gemeinsam mit dem Ensemble der 12 Cellisten mehrere preisgekrönte CDs. Als Mitglied des Philharmonischen Streichsextetts (1990–2004) konzertierte er auf ausgedehnten Tourneen mit den großen Kompositionen der Streichquintette und -sextette. Mit Rainer Kussmaul und Wolfram Christ gründete er das Schönberg-Trio, (1995–2005), das sich dem Repertoire des Streichtrios widmete. Mit Rainer Kussmaul und Wolfram Christ gehörte er zu den Gründungsmitgliedern der Berliner Barock Solisten, die die historische Aufführungspraxis der Barockzeit auf neuen Instrumenten verwirklichten. Mit den Berliner Barock Solisten, denen er von 1995 bis 2010 angehörte, entstanden zahlreiche CDs. Er konzertierte gemeinsam mit Leif Ove Andsnes, Emanuel Ax, Yefim Bronfman, Sarah Chang, James Levine, Alexander Lonquich, Albrecht Mayer, Emmanuel Pahud, Maurizio Pollini, Mitsuko Uchida.
Seit dem Ausscheiden bei den Berliner Philharmonikern 2011 widmet sich Georg Faust der Erforschung und Förderung eines von Helmut Bleffert neu entwickelten Streichinstrumentes mit Resonanzsaiten, der Campanula. Um jungen Musikern die Möglichkeit zum Spielen der Campanula zu ermöglichen, gründete Georg Faust gemeinsam mit musikbegeisterten Berliner Bürgern den gemeinnützigen Verein Campanula musica e. V., der Stipendien an hochbegabte junge Musiker vergibt und ihnen die neuen Instrumente zur Verfügung stellt.
Gleichzeitig initiiert Georg Faust das Kreative Improvisieren für Studenten der klassischen Musik, um neben dem Studium des klassischen Repertoires auch die eigene musikalische Kreativität der jungen Musiker zu beleben.

## Lehrtätigkeit
Georg Faust unterrichtete an der Herbert-von-Karajan-Akademie 1986–2007. Er gab Meisterkurse an der Australian Musik Academy, der Carl-Flesh-Akademie Baden-Baden und der Geddai University Tokio.

## Preise und Auszeichnungen
- Felix-Mendelssohn-Bartholdy-Preis Berlin 1974
- 1. Preis Deutscher Musikwettbewerb Bonn 1976
- Internationaler Naumburg Wettbewerb New York 1977
- Internationaler Musikwettbewerb der ARD München 1977
- Tschaikowski-Wettbewerb Moskau 1982
- Grand Prix du Disque Paris 1991
- ECHO Klassik 2001, 2003, 2005
- Grammy Awards nominiert 2001

## Zitat
Georg Faust wird in einem Porträt der Schweizer Kulturzeitschrift „DU“ wie folgt beschrieben:
Als Fünfjähriger liess er nach dem Besuch eines Konzertes von Enrico Mainardi, der Bach-Suiten spielte, verlauten: 'Ich werde Cellist.' Innerlich habe er nie einen anderen Beruf ins Auge gefasst, mit dreizehn, vierzehn Jahren war dies vollends klar, trotz der Skepsis des Vaters, der als Ingenieur an die Brotlosigkeit der Kunst erinnerte. Gegen die Solistenlaufbahn sprach weniger das Können als die Veranlagung. 'Ich brauche das Miteinander.' Als Solist sei man zu sehr mit sich selbst und dem Instrument beschäftigt, immer alleine zu reisen, zu spielen, zu üben, das hätte ihm nicht gelegen.
Seine jetzige Stelle (bei den Berliner Philharmonikern) ist für ihn eine 'phantastische Mischung' aus solistischen Möglichkeiten, Musizieren im Orchester und im kammermusikalischen Ensemble. Am Anfang musste er sich daran gewöhnen, als Solist aus dem Tutti herauszutreten – 'plötzlich mit seiner eigenen kleinen Stimme so alleine'. Es habe Jahre gebraucht, bis er das Lampenfieber in den Griff bekam. 'Bei allem, was man regelmässig tut, ergibt sich eine gewisse Routine.' Richtige Alternativen zur Musik gibt es für ihn nicht: 'Musik ist eine Droge, eine Energie, die einen so mitreisst, dass schwer Ersatz zu finden ist. Man ist Musiker mit Leib und Seele, mit dem ganzen Leben.' 

## Diskographie (Auswahl)
- Louis Spohr: Nonett op.31, Bohuslav Martinů: Nonett, mit Ensemble Wien-Berlin (1989, Deutsche Grammophon Gesellschaft)
- Maurice Ravel: Sonate für Violine und Violoncello mit Gerhart Hetzel, Violine (1990, Deutsche Grammophon Gesellschaft)
- Franz Schubert: Forellenquintett A-Dur D 667, mit James Levine, Klavier und Gerhart Hetzel, Wolfram Christ, Alois Posch (1993, Deutsche Grammophon Gesellschaft)
- Song of the Birds mit Roger Vignoles, Klavier (1994, Fun House Records Tokyo)
- Johannes Brahms: Streichquintett F-Dur op.88, Streichquintett G-Dur op.111 mit Rainer Kussmaul, Madeleine Carruzzo, Wolfram Christ, Tanja Schneider (1998 IPPNW-Concerts)
- Johann Sebastian Bach: Suiten für Cello solo G-Dur und D-Dur (2000, IPPNW-Concerts)
- Wolfgang Amadeus Mozart: Streichtrio-Divertimento Es-Dur KV 563, Arnold Schönberg: Streichtrio op.45 mit Rainer Kussmaul und Wolfram Christ (2000, Campanella-musica)
- Paul Hindemith: Cellokonzert op.36,2 mit Berliner Philharmoniker, Claudio Abbado (2000, EMI)
- Antonio Vivaldi: Konzert für Violoncello h-Moll RV 424 mit den Berliner Barock Solisten (2004, Naxos)
- Antonio Vivaldi: Konzerte für Violoncello G-Dur RV 413 mit den Berliner Barock Solisten (2006)
- Antonín Dvořák: Klavier-Quintett A-Dur op.81 mit Leif Ove Andsness, Sarah Chang, Alexander Kerr, Wolfram Christ (2003, EMI)
- Antonín Dvořák: Streichsextett A-Dur op.48 Peter Tschaikowsky: Streichsextett „Souvenir de Florence“ op.70 mit Sarah Chang, Alexander Kerr, Wolfram Christ, Tanja Schneider, Olaf Maninger (2002, EMI)
- South American Getaway mit Die 12 Cellisten der Berliner Philharmoniker (2000, EMI)
- Round Midnight mit Die 12 Cellisten der Berliner Philharmoniker (2002, EMI)
- As Time Goes By mit Die 12 Cellisten der Berliner Philharmoniker (2004, EMI)
- Angel Dances mit Die 12 Cellisten der Berliner Philharmoniker (2006, EMI)
- Joseph Haydn: Sinfonia concertante für Solovioline, Solocello, Solo-Oboe, Solo-Fagott und Orchester mit Berliner Philharmoniker, Simon Rattle (2007, EMI)